# Johan Löfberg
Johan Jerker Löfberg (St. Nikolaj, 8 luglio 1995) è un cestista svedese.

## Palmarès
- Copa Princesa de Asturias: 2

Oviedo: 2017
Breogán: 2018